# Gaj (gmina Kiseljak)
Gaj – wieś w Bośni i Hercegowinie, w Federacji Bośni i Hercegowiny, w kantonie środkowobośniackim, w gminie Kiseljak. W 2013 roku liczyła 1 mieszkańca – Chorwata.